# Siegmund L’Allemand
Siegmund L’Allemand (Bécs, 1840. augusztus 8. – Bécs, 1910. december 24.) német festő, Fritz L’Allemand unokaöccse.

## Pályafutása
Nagybátyjánál kezdett tanulni és a Bécsi Képzőművészeti Akadémián Christian Ruben alatt képezte ki magát. Feltűnést keltett 1864-ben A kolini csata c. vászna, melyet I. Ferenc József vett meg. Részt vett a schleswig-holsteini háborúban, s ott festett képeit részint Ferenc József, részint Hohenzollern Antal herceg vásárolta meg. Az 1866. évi osztrák-olasz hadjáratban Albrecht főherceg táborkaránál tartózkodott és érdekes részleteket festett a custozzai és caldierói csatából. Ezután még számos csataképet és katonai parádét festett; később pedig arcképek (Laudon tábornok, I. Ferenc József, Rainer főherceg stb.) festésével foglalkozott. 1883-tól a bécsi festészeti akadémia rendes tanára volt.

## Forrás
- L'Allemand. In  A Pallas nagy lexikona. Szerk. Bokor József. Budapest: Arcanum – FolioNET. 1998.  ISBN 963 85923 2 X